# Sean Patrick Thomas
Sean Patrick Thomas (ur. 17 grudnia 1970 w Waszyngtonie) – amerykański aktor filmowy i telewizyjny.

## Życiorys
Urodził się w Waszyngtonie jako syn inżyniera Carltona i analityka finansowego Cheryl Thomas, imigrantów z Gujany. Dorastał z dwójką młodszego rodzeństwa w Wilmington, gdzie ukończył Brandywine High School. Naukę kontynuował na University of Virginia. W 1995 uczył się aktorstwa w Tisch School of the Arts na Uniwersytecie Nowojorskim.
W romansie młodzieżowym W rytmie hip-hopu (2001) grał Dereka, jednego z najlepszych uczniów w klasie, chłopaka, którego marzeniem było zostać lekarzem, najlepszego przyjaciela Malakai, który nauczył główną bohaterkę (kreowaną przez Julię Stiles) tańczyć do rytmów hip-hopu.
22 kwietnia 2006 ożenił się z aktorką Aoniką Laurent. Mają córkę Lolę Jolie (ur. 16 maja 2008).

## Wybrana filmografia

### Filmy fabularne
- 1996: Szalona odwaga jako sierżant Thompson
- 1997: Mąż idealny jako badacz naukowy
- 1997: Teoria spisku jako operator inwigilacji
- 1998: Szalona impreza jako Ben, Jock No.2
- 1999: Szkoła uwodzenia (Cruel Intentions) jako Ronald Clifford
- 2000: Dracula 2000 jako Trick
- 2001: W rytmie hip-hopu (Save the Last Dance) jako Derek Reynolds
- 2001: To nie jest kolejna komedia dla kretynów jako czarny chłopak na przyjęciu
- 2002: Barbershop jako Jimmy James
- 2004: Barbershop 2: Z powrotem w interesie jako Jimmy James
- 2006: Źródło jako Antonio
- 2012: Śmierć na trzynastym piętrze (Murder on the 13th Floor, TV) jako Jordan Braxton

### Seriale TV
- 2000–2004: Bez pardonu jako detektyw Temple Page
- 2009: Magia kłamstwa jako Karl Dupree
- 2009: Żniwiarz jako Alan Townsend
- 2012: American Horror Story: Asylum jako Terry
- 2016: Agenci NCIS: Nowy Orlean jako porucznik Jakoby
- 2017: Zabójcze umysły jako agent Terry Richardson
- 2017: Kevin (Probably) Saves the World jako Rick